# 伊藤彩沙
伊藤 彩沙（いとう あやさ、1996年〈平成8年〉8月17日 - ）は、日本の女性声優。響所属。京都府出身。

## 来歴
小学1年生の時にNHKスタジオパークでアフレコ体験をした際、褒められたことがきっかけで声優を志す。
2010年、「エリーを探せ! ミルキィホームズ 声優オーディションツアー」に応募するが、大阪地区予選の準決勝で落選。
2013年、本格的に演技の勉強をするため高校の部活を辞め、その1週間後に雑誌で「ミルキィホームズシスターズ メンバースカウトオーディション」の告知を偶然見つけ応募する。同年4月27日、同オーディションで約2,000人の応募者の中からグランプリに選ばれ、テレビアニメ『ふたりはミルキィホームズ』の主人公・明神川アリス役で声優デビューを果たした。また、常盤カズミ役の寺川愛美（現・愛美）とユニット「ミルキィホームズ フェザーズ」が結成され、ミルキィホームズの4人を合わせた6人で「ミルキィホームズ シスターズ」としても活動を始める。
京都居住のまま、仕事の度に東京などへ移動する生活を送っていたが、2015年春、高校卒業を機に上京し、大学へ進学。
『BanG Dream!』では市ヶ谷有咲役だけでなく、声優ユニット「Poppin'Party」としてキーボードを担当している。
2020年4月4日、同じ事務所に所属する佐々木未来、愛美とともに『声優三姉妹 チームY』として、YouTube上での活動を行うことを発表した。
2023年4月27日で声優デビュー10周年を迎えた。

## 人物
趣味は宝塚歌劇の観賞、アイドル鑑賞、コスメ収集。好きな食べ物は、生クリーム、リンドール、フォアグラ、スンドゥブ、パンケーキ、ブルーベリー、チョコレート、タコライス、納豆卵かけごはんである。
2歳下の妹がいる。アイドルではハロー!プロジェクトが好きで、特にBEYOOOOONDSが好きである。
もともとお芝居が好きで、声優デビューする以前は演劇部に所属しており、オーディションを受けることになってからは毎晩、家族と練習した。特に妹にはアニメ好きなこともあって歌やセリフを録音したものを聞いてもらい、アドバイスをもらっていた。その後、オーディションに合格し、「ふたりはミルキィホームズ」の主人公・明神川アリス役で声優デビューするも、「ありがとう」の一言が言えなかったことで居残りを強いられ、何が原因か分からず、何度やっても出来なくて泣いてしまうなど、初めは失敗の連続だった。だが、デビューから5年後に出演した「少女☆歌劇 レヴュースタァライト」で、デビュー当時は理解出来なかったプロデューサーや監督が話す内容を理解していることに気づき、声優の楽しさを再認識することが出来たと述懐している。
伊藤は自身の声優活動において妹の存在が大きいと語っており、妹からTwitterの使い方や声優としてのあり方についてアドバイスを貰っている。

## 出演
太字はメインキャラクター。

### テレビアニメ
2013年
- アウトブレイク・カンパニー（子供）
- ミルキィホームズ シリーズ（2013年 - 2018年、明神川アリス） - 2シリーズ + 特別編

2014年
- カードファイト!! ヴァンガードG（2014年 - 2018年、女子生徒2、幼い女の子、弥富サヤ） - 4シリーズ

2017年
- BanG Dream!（2017年 - 2022年、市ヶ谷有咲） - 3シリーズ + 1作品
- ひなろじ〜from Luck & Logic〜（凪）

2018年
- スロウスタート（百地たまて） - 第11話エンドカードも担当
- メルヘン・メドヘン（2018年 - 2019年、ナディア）
- BanG Dream! ガルパ☆ピコ（2018年 - 2022年、市ヶ谷有咲） - 3シリーズ
- フューチャーカード 神バディファイト（2018年 - 2019年、神子野ミコ）
- 少女☆歌劇 レヴュースタァライト（花柳香子）
- ゴブリンスレイヤー（2018年 - 2023年、見習聖女） - 2シリーズ
- 叛逆性ミリオンアーサー（女性ファン）

2019年
- とある魔術の禁書目録III（トチトリ）
- ゾイドワイルド（子供）
- ありふれた職業で世界最強（2019年 - 2025年、谷口鈴） - 3シリーズ
- 星合の空（女子生徒）
- ライフル・イズ・ビューティフル（和田寧々子）
- カードファイト!! ヴァンガード（高蔵寺ヒトミ、弥富サヤ）

2020年
- 異種族レビュアーズ（デリー）- エンドクレジット漏れ
- 八十亀ちゃんかんさつにっき シリーズ（2020年 - 2022年、輿安七帆） - 3シリーズ
- ミュークルドリーミー（2020年 - 2022年、月島まいら） - 2シリーズ
- ご注文はうさぎですか? BLOOM（ミキ）

2021年
- 擾乱 THE PRINCESS OF SNOW AND BLOOD（中村浅陽）
- 宇宙なんちゃら こてつくん（2021年 - 2023年、みちこ、学生、ウパ星人）
- スライム倒して300年、知らないうちにレベルMAXになってました（2021年 - 2025年、ブッスラー） - 2シリーズ
- D_CIDE TRAUMEREI THE ANIMATION（毛利玲菜）
- アイドリッシュセブン Third BEAT!（2021年 - 2023年、成海） - 2シリーズ
- 舞妓さんちのまかないさん（2021年 - 2022年、舞妓）
- 大正オトメ御伽話（白鳥ことり）
- マブラヴ オルタネイティヴ（2021年 - 2022年、涼宮茜） - 2シリーズ

2022年
- であいもん（女性客、同級生、鳴門みゆ、観光客2）
- くノ一ツバキの胸の内（ムクゲ）
- まちカドまぞく 2丁目（リコ、イヤな思い出）
- てっぺんっ!!!!!!!!!!!!!!!（阪本やよい）
- 咲う アルスノトリア すんっ!（カラドラ）
- D4DJ Double Mix（瀬戸リカ〈幼少期〉）
- 東京ミュウミュウ にゅ〜♡（2022年 - 2023年、ヘイチャ） - 2シリーズ
- 令和のデ・ジ・キャラット（2022年 - 2023年、ブシロドノミコト）
- 恋愛フロップス（各国ラブリン）

2023年
- もういっぽん!（園田未知）
- 魔術士オーフェンはぐれ旅 聖域編（地人兵）
- カワイスギクライシス（ガルミ・ルゥ）
- スキップとローファー（女子生徒）
- BanG Dream! It's MyGO!!!!!（市ヶ谷有咲）
- てんぷる（天道朝日）
- ウマ娘 プリティーダービー Season 3（ヴィブロス）
- 冒険者になりたいと都に出て行った娘がSランクになってた（リーゼロッテ）

2024年
- 即死チートが最強すぎて、異世界のやつらがまるで相手にならないんですが。（エリカ）
- 魔王の俺が奴隷エルフを嫁にしたんだが、どう愛でればいい?（マニュエラ）
- ヴァンパイア男子寮（牧村舞菜）
- エルフさんは痩せられない。（絵留札）
- デリコズ・ナーサリー（アンジェリコ・フラ）
- 来世は他人がいい（サラ）
- ぷにるはかわいいスライム（2024年 - 2025年、姫座輪ココア） - 2シリーズ
- 甘神さんちの縁結び（2024年 - 2025年、梅ノ木みつ子）

2025年
- カードファイト!! ヴァンガード Divinez（鼎センカ〈代役〉）
- 全修。（女子）
- メダリスト（鹿本すず）
- 不遇職【鑑定士】が実は最強だった（幼いニグン）
- 忍者と殺し屋のふたりぐらし（草隠さくら）
- ネクロノミ子のコズミックホラーショウ（グア）
- Turkey!（二階堂七瀬）
- 異世界マンチキン -HP1のままで最強最速ダンジョン攻略-（マーナガルム）
- ちゃんと吸えない吸血鬼ちゃん（辺見紫）

### 劇場アニメ
2010年代
- 劇場版 探偵オペラ ミルキィホームズ〜逆襲のミルキィホームズ〜（2016年、明神川アリス）
- BanG Dream! FILM LIVE（2019年 - 2021年、市ヶ谷有咲） - 2作品

2020年代
- 少女☆歌劇 レヴュースタァライトシリーズ（2020年 - 2021年、花柳香子） - 2作品
- 劇場版 BanG Dream! Episode of Roselia I：約束（2021年、市ヶ谷有咲）
- 劇場版 BanG Dream! ぽっぴん'どりーむ!（2022年、市ヶ谷有咲）
- すずめの戸締まり（2022年）
- 大室家（2024年、相馬未来） - 2作品

### Webアニメ
- 少女☆寸劇 オールスタァライト（2019年、花柳香子[62]）
- 印西あるある物語（2022年、アル[63]）
- Fate/Grand Order 藤丸立香はわからない Season2（2024年、ハベトロット）

### ゲーム
2014年
- トイズドライブ（ガブリエル・ウェメンスタイン）

2015年
- ヴァリアントナイツ（ユーリ＝ローゼンハイム）

2016年
- カードファイト!! ヴァンガードG ストライド トゥ ビクトリー!!（弥富サヤ）
- トリックスター〜召喚士になりたい〜（シズ）
- めがみめぐり（ツクモ）

2017年
- ソラヒメ（SB2C、FI 156）
- バンドリ！ガールズバンドパーティ！（2017年 - 2024年、市ヶ谷有咲）

2018年
- きららファンタジア（2018年 - 2022年、百地たまて）
- 少女☆歌劇 レヴュースタァライト -Re LIVE-（2018年 - 2024年、花柳香子、市ヶ谷有咲）
- デスティニーチャイルド (ネプチューン)

2019年
- 刀使ノ巫女 刻みし一閃の燈火（花柳香子）
- D.C.4 〜ダ・カーポ4〜（常坂二乃）
- CARAVAN STORIES（イツキ）
- アッシュアームズ -灰燼戦線-（九七式中戦車 チハ）

2020年
- エースヴァージン：再出撃（SB2C、FI 156、SB2C ヘルダイバー、Fi 156 シュトルヒ）
- キングダムオブヒーロー（ドリアード）
- 阿卡迪亞（薑葉寧）

2021年
- D.C.4 Fortunate Departures ～ダ・カーポ4～ フォーチュネイトデパーチャーズ（常坂二乃）
- カウンター・アームズ（99A）
- Fate/Grand Order（2021年 - 2022年、ハベトロット）
- アズールレーン（2021年 - 2022年、風雲）
- アークナイツ（ビーンストーク）
- D_CIDE TRAUMEREI（毛利玲菜）
- モナーク/Monark（ヨル）
- 白夜極光（タタ）
- Project MIKHAIL（涼宮茜）

2022年
- アリスフィクション（ヒポクラテス）

2023年
- モンスターユニバース（トーニャ）
- 逆転オセロニア（ハクタク）
- ブラウンダスト2（ルゥ）
- GINKA（涼代リン）
- ウマ娘 プリティーダービー（2023年 - 2024年、ヴィブロス）

2024年
- マブラヴ：ディメンションズ（涼宮茜）
- グランブルーファンタジー（ロベルティナ〈2代目〉）
- 勝利の女神:NIKKE（エレグ）
- 麻雀ファイトガール（G-14 イヨ）
- 少女☆歌劇 レヴュースタァライト 舞台奏像劇 遙かなるエルドラド（花柳香子）

2025年
- 崩壊:スターレイル（サフェル）

### オーディオドラマ
- かたりてプロジェクト 始まりの魔法使い 朗読（2018年、ユウキ[89]）
- 西野 〜学内カースト最下位にして異能世界最強の少年〜 オーディオドラマ（2019年、ローズ・レープマン[90]）
- 教え子に脅迫されるのは犯罪ですか?×変態王子と笑わない猫。 コラボオーディオドラマ（2019年、稲荷凛[91]）
- ありふれた職業で世界最強 ボイスドラマ（2022年 - 2025年、谷口鈴） - 2シリーズ[一覧 18]

### デジタルコミック
2016年
- 三上さんは世界一可愛い!（三上さん）

2019年
- 見える子ちゃん（ハナ）

2020年
- ギリギリ遮る片桐さん（片桐さん）
- どうやら私の身体は完全無敵のようですね（メアリィ）
- コミック版 BanG Dream!（市ヶ谷有咲）

2021年
- 神様にスカウトされて異世界にやって来ました。―家電魔法で快適ライフ―（トワリア）
- 姫ヶ崎櫻子は今日も不憫可愛い（姫ヶ崎櫻子）

2022年
- 落ちこぼれ召喚士と透明なぼく（ソフィア）

### 吹き替え
- シャッフル・フライデー（2025年、リリー〈ソフィア・ハモンズ〉[100]）

### 特撮
- 仮面ライダーガッチャード（2023年 - 2024年、ハピクローバーの声[101]、ジャングルジャンの声、フレイローズの声、ユニコンの声、レプリユニコンの声、ガエリヤの声[102]）
- 仮面ライダー THE WINTER MOVIE ガッチャード&ギーツ 最強ケミー★ガッチャ大作戦（2023年、ユニコンの声[103]）

### ラジオ
※はインターネット配信。
- ラジオ ふたりはミルキィホームズ（2013年、HiBiKi Radio Station※）[104]
- あいみ あやさのミルキィホームズフェザーズタイム（2014年、HiBiKi Radio Station※）[105]
- BanG_Dream! RADIO!!!!!（2015年 - 2016年、HiBiKi Radio Station※）[106]
- めがみめぐりのらじおめぐり（2016年 - 2017年、HiBiKi Radio Station※）
- バンドリ!ポッピンラジオ!（2016年 - 、HiBiKi Radio Station※・ラジオ大阪）[107]
- 伊藤彩沙のこんあやさナイト!（2018年、TS ONE UNITED※）[108]
- 村上奈津実・伊藤彩沙 最近、好きになりました（2020年 - 、音泉※）[109]

### インターネット番組
- アヤユカのペコペコいばらき♥（2016年 - 2017年、YouTube「いばキラTV」[110]）
- バンフリ！（2017年 - 、AbemaTV）※回替わり出演[111]
- レクニャンのゲーム部屋（2018年6月4日 - 、OPENREC.tv[112]）※原則週替わりMC[113]

### 舞台
- アリスインプロジェクト「クォンタム・ドールズ 〜量子境界の遊歩者〜」（2016年1月6日 - 11日、新宿村LIVE） - 草間玲 役[114][115]
- アリスインプロジェクト「魔銃ドナークロニクル」（2016年9月28日 - 10月2日、六行会ホール） - 朝倉玉串 役[116]
- 少女☆歌劇 レヴュースタァライト -The LIVE- #1（2017年9月22日 - 24日、AiiA 2.5 Theater Tokyo） - 花柳香子 役[26]
  - #1 revival（2018年1月6日 - 8日、AiiA 2.5 Theater Tokyo）
  - #2 Transition（2018年10月13日 - 21日、天王洲 銀河劇場）
  - #2 revival（2019年7月12日 - 15日、舞浜アンフィシアター）
  - -The LIVE ONLINE-（2020年7月12日、オンライン配信）
  - -The LIVE 青嵐- BLUE GLITTER（2020年12月27日、天王洲銀河劇場） - 日替わりゲスト[117]
  - #3 Growth（2021年7月27日 - 8月1日、品川プリンスホテル ステラボール）
  - -Re LIVE- Reading Theatre 第二弾「追奏～Session of Reminiscence～」（2022年12月4日、飛行船シアター）
  - #4 Climax（2023年2月25日 - 28日、東京建物 Brillia HALL）
  - -Re LIVE- Reading Theatre 第四弾「遙かなるエルドラド」神戸公演（2024年6月8日 - 9日、神戸朝日ホール）
  - -The MUSICAL- 別れの戦記（2024年11月9日 - 15日、品川プリンスホテル ステラボール）
  - 舞台朗読劇「遙かなるエルドラド・序章」（2024年12月21日、東京建物 Brillia HALL）
- Dreamcreation presents りーでぃんぐ ぱーてぃー（2017年9月30日、池袋GEKIBA）
- 久馬君と石田君の演「Thinking in the Brain～脳で話せば～」（2020年9月10日、無観客オンライン配信）
- 擾乱 THE PRINCESS OF SNOW AND BLOOD～陽いづる雪月花編～（2021年10月28日 - 11月7日、明治座） - 中村浅陽役[36]
- 朗読劇「世界から猫が消えたなら」（2022年6月26日、シアター1010）- 猫（キャベツ）役[118]
- 音楽朗読劇「四月は君の嘘」（2023年3月29日、飛行船シアター、夜公演） - 宮園かをり役
- 朗読劇『あの星に願いを』（2023年5月24日 - 28日、CBGKシブゲキ!!）- 小松弘美 （ ※入江麻衣子・駒形友梨とのトリプルキャスト）役[119]
- 朗読劇「モノクロの空に虹を架けよう」（2025年2月23日、新宿シアタートップス[120]）
- 岩井秀人（WARE）プロデュース「いきなり本読み！Voices」（2025年8月6日〈予定〉、草月ホール）[121]

### パチンコ・パチスロ
- 探偵歌劇 ミルキィホームズTD 消えた7と奇跡の歌（2016年、明神川アリス[122]）
- L少女☆歌劇 レヴュースタァライト -The SLOT-（2025年、花柳香子[123]）
- P少女☆歌劇 レヴュースタァライト ラッキートリガー4500（2025年、花柳香子[124]）

### その他コンテンツ
- あにそんボーカル「バラライカ」[125]
- カードファイト!! ヴァンガードGクランブースター「歌姫の学園」CMナレーション
- かまいガチ（テレビ朝日：2021年9月17日、ナレーション）

## ディスコグラフィ

### キャラクターソング
| 発売日   | 商品名 | 歌 | 楽曲                                                                        | 備考                                                                                     |
| 2013年   | 2013年 | 2013年 | 2013年                                                                      | 2013年                                                                                   |
| -------- | --- | --- | --------------------------------------------------------------------------- | ---------------------------------------------------------------------------------------- |
| 9月4日   | ぐろーりーぐろーいん☆DAYS                                                                                             | ミルキィホームズ フェザーズ | 「セイシュンビギナー！」                                                    | テレビアニメ『ふたりはミルキィホームズ』エンディングテーマ                               |
| 9月4日   | ぐろーりーぐろーいん☆DAYS                                                                                             | ミルキィホームズ シスターズ | 「ピンチにパンチ」                                                          | 『ミルキィホームズ』関連曲                                                               |
| 12月18日 | Dreamin' | ミルキィホームズ シスターズ | 「We are the Miracle Holmes♪」                                              | 『ミルキィホームズ』関連曲                                                               |
| 2014年   | | |                                                                             |                                                                                          |
| 4月30日  | 冒険☆ミルキィロード!!                                                                                                 | ミルキィホームズ シスターズ | 「スイートスイートホームタウン」                                            | 『ミルキィホームズ』関連曲                                                               |
| 11月26日 | オーバードライブ！ | フェザーズ | 「HAPPY!絶好調」                                                            | 『ミルキィホームズ』関連曲                                                               |
| 2015年   | | |                                                                             |                                                                                          |
| 4月15日  | Treasure Disc | ミルキィホームズ、フェザーズ、明智小衣（南條愛乃）、天城茉莉音（新田恵海） | 「いい日TD」                                                                | テレビアニメ『探偵歌劇 ミルキィホームズ TD』挿入歌                                       |
| 7月15日  | 探偵歌劇 ミルキィホームズ TD 第5巻BD初回特典CD「ミルキィ A GO GO」（フェザーズ盤）                                    | フェザーズ | 「ミルキィ A GO GO」                                                        | テレビアニメ『探偵歌劇 ミルキィホームズ TD』関連曲                                       |
| 2016年   | | |                                                                             |                                                                                          |
| 12月21日 | めがみめぐり | ツクモ（伊藤彩沙） | 「めがみめぐり」                                                            | ゲーム『めがみめぐり』主題歌                                                             |
| 12月21日 | めがみめぐり | ツクモ（伊藤彩沙）、アマテラスオオミカミ（尾崎由香）、アメノウズメ（佐々木未来）、ソトオリヒメ（大塚紗英）、ククリヒメ（今村彩夏）、コノハナサクヤヒメ（鈴木愛奈）、トヨタマヒメ（上田麗奈）、イシコリドメ（大亀あすか） 、アメノサグメ（千菅春香） | 「ファイファイ ハイテンション！」                                           | ゲーム『めがみめぐり』関連曲                                                             |
| 2017年   | | |                                                                             |                                                                                          |
| 2月8日   | 「めがみめぐり」キャラクターソング ここからのスタート／I'm サンシャインガール                                         | ツクモ（伊藤彩沙） | 「ここからのスタート」                                                      | ゲーム『めがみめぐり』関連曲                                                             |
| 4月19日  | 横濱行進曲 | ミルキィホームズ フェザーズ | 「Two of Us 無敵♪」                                                         | 『ミルキィホームズ』関連曲                                                               |
| 7月26日  | TVアニメ「BanG Dream!」キャラクターソング 市ヶ谷有咲「す、好きなんかじゃない！」                                      | 市ヶ谷有咲（伊藤彩沙） | 「す、好きなんかじゃない！」 「夏空 SUN! SUN! SEVEN! 〜Acoustic Ver.〜」    | テレビアニメ『BanG Dream!』関連曲                                                        |
| 9月20日  | プロローグ -Star Divine-                                                                                              | スタァライト九九組 | 「Star Divine」 「舞台少女心得」 「願いは光になって」                       | 舞台『少女☆歌劇 レヴュースタァライト -The LIVE- #1』劇中歌                               |
| 9月22日  | プリンシパル -Fancy You-                                                                                              | 天堂真矢（富田麻帆）、西條クロディーヌ（相羽あいな）、石動双葉（生田輝）、花柳香子（伊藤彩沙） | 「GANG☆STAR」                                                               | 舞台『少女☆歌劇 レヴュースタァライト -The LIVE- #1』劇中歌                               |
| 2018年   | | |                                                                             |                                                                                          |
| 1月24日  | ne! ne! ne! | STARTails☆ | 「ne! ne! ne!」                                                             | テレビアニメ『スロウスタート』オープニングテーマ                                         |
| 1月24日  | ne! ne! ne! | STARTails☆ | 「夕焼けといっしょに」                                                      | テレビアニメ『スロウスタート』エンディングテーマ                                         |
| 3月7日   | スタァライトシアター                                                                                                  | スタァライト九九組 | 「スタァライトシアター」                                                    | 舞台『少女☆歌劇 レヴュースタァライト -The LIVE- #1 revival』劇中歌                       |
| 3月7日   | スタァライトシアター                                                                                                  | スタァライト九九組 | 「Circle of the Revue」 「キラめきのありか」                                | 舞台『少女☆歌劇 レヴュースタァライト』関連曲                                             |
| 3月14日  | スロウスタート キャラクターソングアルバム「Step by Step」                                                             | 百地たまて（伊藤彩沙） | 「スパークルデイズ」                                                        | テレビアニメ『スロウスタート』関連曲                                                     |
| 3月28日  | スロウスタート BD・DVD第1巻特典CD                                                                                     | 一之瀬花名（近藤玲奈）、百地たまて（伊藤彩沙） | 「カナエタマエ」                                                            | テレビアニメ『スロウスタート』関連曲                                                     |
| 7月18日  | 星のダイアローグ | スタァライト九九組 | 「星のダイアローグ」                                                        | テレビアニメ『少女☆歌劇 レヴュースタァライト』オープニングテーマ                         |
| 7月18日  | 星のダイアローグ | スタァライト九九組 | 「ディスカバリー！」                                                        | ゲーム『少女☆歌劇 レヴュースタァライト -Re LIVE-』主題歌                                 |
| 8月1日   | Fly Me to the Star | スタァライト九九組 | 「Fly Me to the Star」                                                      | テレビアニメ『少女☆歌劇 レヴュースタァライト』エンディングテーマ                         |
| 8月1日   | Fly Me to the Star | スタァライト九九組 | 「よろしく九九組」 「ロマンティッククルージン」                             | テレビアニメ『少女☆歌劇 レヴュースタァライト』関連曲                                     |
| 8月22日  | 少女☆歌劇 レヴュースタァライト 劇中歌アルバムVol.1 ラ レヴュー ド マチネ                                              | 石動双葉（生田輝）、花柳香子（伊藤彩沙） | 「花咲か唄」                                                                | テレビアニメ『少女☆歌劇 レヴュースタァライト』挿入歌                                     |
| 8月22日  | 少女☆歌劇 レヴュースタァライト 劇中歌アルバムVol.1 ラ レヴュー ド マチネ                                              | 石動双葉（生田輝）、花柳香子（伊藤彩沙） | 「Fly Me to the Star #6」                                                   | テレビアニメ『少女☆歌劇 レヴュースタァライト』エンディングテーマ                         |
| 8月29日  | スロウスタート BD・DVD第6巻特典CD                                                                                     | STARTails☆ | 「明日もきっと」                                                            | テレビアニメ『スロウスタート』関連曲                                                     |
| 10月10日 | 99 ILLUSION! | スタァライト九九組 | 「99 ILLUSION!」 「Green Dazzling Light」                                   | 舞台『少女☆歌劇 レヴュースタァライト -The LIVE- #2 Transition』テーマソング              |
| 10月17日 | 少女☆歌劇 レヴュースタァライト 劇中歌アルバムVol.2 ラ レヴュー ド ソワレ                                              | 愛城華恋（小山百代）、星見純那（佐藤日向）、露崎まひる（岩田陽葵）、石動双葉（生田輝）、花柳香子（伊藤彩沙）、大場なな（小泉萌香）、西條クロディーヌ（相羽あいな）、天堂真矢（富田麻帆） | 「舞台少女心得 幕間」                                                       | テレビアニメ『少女☆歌劇 レヴュースタァライト』挿入歌                                     |
| 10月17日 | 少女☆歌劇 レヴュースタァライト 劇中歌アルバムVol.2 ラ レヴュー ド ソワレ                                              | 天堂真矢（富田麻帆）、星見純那（佐藤日向）、露崎まひる（岩田陽葵）、大場なな（小泉萌香）、西條クロディーヌ（相羽あいな）、石動双葉（生田輝）、花柳香子（伊藤彩沙） | 「Fly Me to the Star #11」                                                  | テレビアニメ『少女☆歌劇 レヴュースタァライト』エンディングテーマ                         |
| 10月24日 | 少女☆歌劇 レヴュースタァライト BD第1巻特典CD                                                                          | スタァライト九九組 | 「My friend 〜Arrie〜」                                                     | テレビアニメ『少女☆歌劇 レヴュースタァライト』関連曲                                     |
| 12月26日 | 少女☆歌劇 レヴュースタァライト BD第2巻特典CD                                                                          | スタァライト九九組 | 「You are a ghost, I am a ghost 〜劇場のゴースト〜」                        | テレビアニメ『少女☆歌劇 レヴュースタァライト』関連曲                                     |
| 2019年   | | |                                                                             |                                                                                          |
| 1月9日   | 約束タワー | スタァライト九九組 | 「約束タワー」 「舞台プレパレイション」                                     | テレビアニメ『少女☆歌劇 レヴュースタァライト』関連曲                                     |
| 1月16日  | ミルキィパレード!!!!                                                                                                  | ミルキィホームズ、フェザーズ、アルセーヌ（明坂聡美）、明智小衣（南條愛乃） | 「ミルキィアタック〜上乗せver.〜」                                          | パチスロ『探偵歌劇 ミルキィホームズTD 消えた7と奇跡の歌』関連曲                          |
| 2月27日  | 少女☆歌劇 レヴュースタァライト BD第3巻特典CD                                                                          | スタァライト九九組 | 「恋は太陽 〜CIRCUS!〜」                                                    | テレビアニメ『少女☆歌劇 レヴュースタァライト』関連曲                                     |
| 4月17日  | 百色リメイン | スタァライト九九組 | 「百色リメイン」 「Bright!Light!」                                          | 舞台『少女☆歌劇 レヴュースタァライト -The LIVE- #2 Transition』関連曲                    |
| 4月17日  | 百色リメイン 双葉&香子ver.                                                                                            | 石動双葉（生田輝）、花柳香子（伊藤彩沙） | 「百色リメイン」                                                            | 舞台『少女☆歌劇 レヴュースタァライト -The LIVE- #2 Transition』関連曲                    |
| 8月7日   | Star Diamond | スタァライト九九組 | 「Star Diamond」                                                            | テレビアニメ『少女☆歌劇 レヴュースタァライト』関連曲                                     |
| 8月7日   | Star Diamond | スタァライト九九組 | 「舞台少女体操」                                                            | Webアニメ『少女☆寸劇 オールスタァライト』主題歌                                          |
| 10月16日 | 少女☆歌劇 レヴュースタァライト レヴューアルバム ラ・レヴュー・エターナル                                              | 石動双葉（生田輝）、花柳香子（伊藤彩沙）、巴珠緒（楠木ともり）、秋風塁（紡木吏佐） | 「追って追われてシリウス」                                                  | ゲーム『少女☆歌劇 レヴュースタァライト -Re LIVE-』関連曲                                 |
| 2020年   | | |                                                                             |                                                                                          |
| 2月19日  | Star Parade | スタァライト九九組 | 「Star Parade」                                                             | テレビアニメ『少女☆歌劇 レヴュースタァライト』関連曲                                     |
| 2月19日  | Star Parade | 星見純那（佐藤日向）、露崎まひる（岩田陽葵）、大場なな（小泉萌香）、石動双葉（生田輝）、花柳香子（伊藤彩沙） | 「Lessonナweek!!」                                                          | テレビアニメ『少女☆歌劇 レヴュースタァライト』関連曲                                     |
| 8月5日   | ひらいて☆ミュージックゲート                                                                                           | 月島まいら（伊藤彩沙） | 「UP ON THE STAGE!!」                                                       | テレビアニメ『ミュークルドリーミー』関連曲                                               |
| 9月9日   | 再生讃美曲 | スタァライト九九組 | 「再生讃美曲」                                                              | 劇場アニメ『少女☆歌劇 レヴュースタァライト ロンド・ロンド・ロンド』主題歌                |
| 9月9日   | 再生讃美曲 | 石動双葉（生田輝）、花柳香子（伊藤彩沙） | 「宵・花咲か唄」                                                            | 劇場アニメ『少女☆歌劇 レヴュースタァライト ロンド・ロンド・ロンド』挿入歌                |
| 12月9日  | BLUE ANTHEM | スタァライト九九組 | 「Re:PLAY」                                                                 | 舞台『少女☆歌劇 レヴュースタァライト -The LIVE 青嵐- BLUE GLITTER』関連曲                |
| 2021年   | | |                                                                             |                                                                                          |
| 2月24日  | 少女☆歌劇 レヴュースタァライト ロンド・ロンド・ロンド BD特典CD                                                        | スタァライト九九組 | 「素敵なドレス着させてよ」                                                  | 『少女☆歌劇 レヴュースタァライト』関連曲                                                 |
| 3月24日  | 少女☆歌劇 レヴュースタァライト ベストアルバム                                                                         | スタァライト九九組 | 「Polestar」                                                                | 『少女☆歌劇 レヴュースタァライト』関連曲                                                 |
| 3月24日  | 少女☆歌劇 レヴュースタァライト ベストアルバム 限定盤特典CD                                                            | 神楽ひかり（三森すずこ）、花柳香子（伊藤彩沙） | 「情熱の目覚めるとき」                                                      | 『少女☆歌劇 レヴュースタァライト』関連曲                                                 |
| 3月24日  | 少女☆歌劇 レヴュースタァライト ベストアルバム 限定盤特典CD                                                            | 石動双葉（生田輝）、花柳香子（伊藤彩沙） | 「誇りと驕り」                                                              | 『少女☆歌劇 レヴュースタァライト』関連曲                                                 |
| 3月24日  | 少女☆歌劇 レヴュースタァライト ベストアルバム 限定盤特典CD                                                            | 花柳香子（伊藤彩沙） | 「星々の絆」                                                                | 『少女☆歌劇 レヴュースタァライト』関連曲                                                 |
| 3月24日  | 少女☆歌劇 レヴュースタァライト ベストアルバム 限定盤特典CD                                                            | 露崎まひる（岩田陽葵）、石動双葉（生田輝）、花柳香子（伊藤彩沙） | 「You are a ghost, I am a ghost 〜劇場のゴースト〜」                        | 『少女☆歌劇 レヴュースタァライト』関連曲                                                 |
| 3月24日  | 少女☆歌劇 レヴュースタァライト ベストアルバム 店舗別オリジナル特典CD 双葉・香子 歌い分けver.                          | 石動双葉（生田輝）、花柳香子（伊藤彩沙） | 「Polestar」                                                                | 『少女☆歌劇 レヴュースタァライト』関連曲                                                 |
| 6月30日  | 私たちはもう舞台の上                                                                                                  | スタァライト九九組 | 「私たちはもう舞台の上」                                                    | 劇場アニメ『劇場版 少女☆歌劇 レヴュースタァライト』主題歌                                |
| 7月14日  | サイカイ合図 | スタァライト九九組 | 「サイカイ合図」                                                            | 舞台『少女☆歌劇 レヴュースタァライト -The LIVE-#3 Growth』主題歌                         |
| 7月14日  | サイカイ合図 | スタァライト九九組 | 「青春トラベラー」                                                          | 舞台『少女☆歌劇 レヴュースタァライト -The LIVE-#3 Growth』関連曲                         |
| 7月21日  | 劇場版 少女☆歌劇 レヴュースタァライト 劇中歌アルバムVol.1                                                             | 石動双葉（生田輝）、花柳香子（伊藤彩沙） | 「わがままハイウェイ」                                                      | 劇場アニメ『劇場版 少女☆歌劇 レヴュースタァライト』挿入歌                                |
| 12月22日 | 劇場版 少女☆歌劇 レヴュースタァライト BD特典CD                                                                        | スタァライト九九組 | 「舞台裏のレヴュー」                                                        | 劇場アニメ『劇場版 少女☆歌劇 レヴュースタァライト』挿入歌                                |
| 2022年   | | |                                                                             |                                                                                          |
| 1月5日   | 大正オトメ御伽話 音樂集                                                                                               | 白鳥ことり（伊藤彩沙） | 「月夜ノコトリ」 「戀の歌」                                                 | テレビアニメ『大正オトメ御伽話』挿入歌                                                   |
| 7月6日   | くノ一ツバキの胸の内 あかね組音楽集                                                                                   | カゲツ（会沢紗弥）、ホトトギス（幸村恵理）、ムクゲ（伊藤彩沙） | 「あかね組活動日誌 ～卯班～」                                               | テレビアニメ『くノ一ツバキの胸の内』エンディングテーマ                                   |
| 7月6日   | くノ一ツバキの胸の内 あかね組音楽集                                                                                   | あかね組ねうしとらうたつみうまひつじさるとりいぬい | 「あかね組活動日誌 ～ねうしとらうたつみうまひつじさるとりいぬい大集合！～」 | テレビアニメ『くノ一ツバキの胸の内』エンディングテーマ                                   |
| 8月17日  | てっぺんっ天国〜TOP OF THE LAUGH!!!〜                                                                                 | てっぺんっオールスターズ | 「てっぺんっ天国 〜TOP OF THE LAUGH!!!〜」                                  | テレビアニメ『てっぺんっ!!!』オープニングテーマ                                          |
| 8月17日  | てっぺんっ天国〜TOP OF THE LAUGH!!!〜                                                                                 | ヤングワイワイ | 「ハグ・ユア・レッグ」                                                      | テレビアニメ『てっぺんっ!!!』挿入歌                                                      |
| 9月21日  | レヴューアルバム アルカナ・アルカディア                                                                               | 星見純那（佐藤日向）、秋風塁（紡木吏佐）、花柳香子（伊藤彩沙）、田中ゆゆ子（佐伯伊織） | 「信じる者に門は開かれる」                                                  | ゲーム『少女☆歌劇 レヴュースタァライト -Re LIVE-』関連曲                                 |
| 2023年   | | |                                                                             |                                                                                          |
| 2月22日  | 綺羅星ディスタンス | スタァライト九九組 | 「綺羅星ディスタンス」                                                      | 舞台『少女☆歌劇 レヴュースタァライト -The LIVE-#4 Climax』主題歌                         |
| 2月22日  | 綺羅星ディスタンス | スタァライト九九組 | 「キャラメリーゼフィナーレ」                                                | 舞台『少女☆歌劇 レヴュースタァライト -The LIVE-#4 Climax』関連曲                         |
| 2024年   | | |                                                                             |                                                                                          |
| 1月3日   | Side Project! 01 | 二階堂七瀬（伊藤彩沙） | 「逃げない!!」                                                              | テレビアニメ『Turkey!』関連曲                                                            |
| 1月3日   | Side Project! 01 | Turkey! - 長野県一刻館高校ボウリング部 | 「神々LOOKS YOU」                                                           | テレビアニメ『Turkey!』関連曲                                                            |
| 1月10日  | TVアニメ『ウマ娘 プリティーダービー Season 3』ANIMATION DERBY Season 3 vol.3 Original Sound Track                     | キタサンブラック（矢野妃菜喜）、サトノダイヤモンド（立花日菜）、サトノクラウン（鈴代紗弓）、シュヴァルグラン（夏吉ゆうこ）、サウンズオブアース（MAKIKO）、ドゥラメンテ（秋奈）、トウカイテイオー（Machico）、メジロマックイーン（大西沙織）、ゴールドシップ（上田瞳）、スペシャルウィーク（和氣あず未）、サイレンススズカ（高野麻里佳）、ウオッカ（大橋彩香）、ダイワスカーレット（木村千咲）、ナイスネイチャ（前田佳織里）、ツインターボ（花井美春）、イクノディクタス（田澤茉純）、マチカネタンホイザ（遠野ひかる）、ロイスアンドロイス（田辺留依）、ヴィルシーナ（奥野香耶）、ヴィブロス（伊藤彩沙）、シンボリルドルフ（田所あずさ）、エアグルーヴ（青木瑠璃子）、ミホノブルボン（長谷川育美）、ライスシャワー（石見舞菜香）、サクラバクシンオー（三澤紗千香）、トーセンジョーダン（鈴木絵理）、マチカネフクキタル（新田ひより）、メイショウドトウ（和多田美咲）、メジロパーマー（のぐちゆり）、ダイタクヘリオス（山根綺）、コパノリッキー（稲垣好） | 「うまぴょい伝説」                                                          | テレビアニメ『ウマ娘 プリティーダービー Season 3』エンディングテーマ                     |
| 6月26日  | ウマ娘 プリティーダービー WINNING LIVE 19                                                                             | ネオ・ネオユニヴァース（白石晴香）、ネオ・アグネスタキオン（上坂すみれ）、ヴィブロス・ネオ（伊藤彩沙）、ネオ・アドマイヤベガ（咲々木瞳）、ミホノブルボンSJ（長谷川育美）、ハロン（咲々木瞳） | 「宇宙走娘<コスモピュエラ> 銀河冒険譚」                                     | ゲーム『ウマ娘 プリティーダービー』関連曲                                                |
| 6月26日  | ウマ娘 プリティーダービー WINNING LIVE 19                                                                             | ネオ・ネオユニヴァース（白石晴香）、ネオ・アグネスタキオン（上坂すみれ）、ヴィブロス・ネオ（伊藤彩沙）、ネオ・アドマイヤベガ（咲々木瞳）、ミホノブルボンSJ（長谷川育美） | 「宇宙走娘<コスモピュエラ> 銀河冒険譚 -セリフハナイヤツダロン-」            | ゲーム『ウマ娘 プリティーダービー』関連曲                                                |
| 6月26日  | ウマ娘 プリティーダービー WINNING LIVE 19                                                                             | マンハッタンカフェ（小倉唯）、ミホノブルボン（長谷川育美）、アグネスタキオン（上坂すみれ）、アドマイヤベガ（咲々木瞳）、ヴィブロス（伊藤彩沙）、ダンツフレーム（福嶋晴菜）、ジャングルポケット（藤本侑里）、スティルインラブ（宮下早紀）、ネオユニヴァース（白石晴香）、ラインクラフト（小島菜々恵）、シーザリオ（佐藤榛夏）、エアメサイア（根本優奈）、デアリングハート（希水しお） | 「うまぴょい伝説」                                                          | ゲーム『ウマ娘 プリティーダービー』関連曲                                                |
| 6月26日  | Star Darling | スタァライト九九組 | 「Star Darling」                                                            | ゲーム『少女☆歌劇 レヴュースタァライト 舞台奏像劇 遙かなるエルドラド』オープニング主題歌 |
| 6月26日  | Star Darling | スタァライト九九組 | 「舞台に恋して」                                                            | ゲーム『少女☆歌劇 レヴュースタァライト 舞台奏像劇 遙かなるエルドラド』関連曲             |
| 7月5日   | Side Project! 02 | 二階堂七瀬（伊藤彩沙） | 「臥薪嘗胆」                                                                | テレビアニメ『Turkey!』関連曲                                                            |
| 7月5日   | Side Project! 02 | Turkey! - 長野県一刻館高校ボウリング部 | 「サマータイムシンデレラ」                                                  | テレビアニメ『Turkey!』関連曲                                                            |
| 9月18日  | 「少女☆歌劇 レヴュースタァライト 舞台奏像劇 遙かなるエルドラド」劇中歌アルバム                                        | スタァライト九九組 | 「窓辺のハイライト」                                                        | ゲーム『少女☆歌劇 レヴュースタァライト 舞台奏像劇 遙かなるエルドラド』劇中歌             |
| 9月18日  | 「少女☆歌劇 レヴュースタァライト 舞台奏像劇 遙かなるエルドラド」劇中歌アルバム                                        | 花柳香子（伊藤彩沙）、天堂真矢（富田麻帆） | 「復讐の剣（香子×真矢ver.）」 「LIFE IS LIKE A VOYAGE（香子×真矢ver.）」    | ゲーム『少女☆歌劇 レヴュースタァライト 舞台奏像劇 遙かなるエルドラド』劇中歌             |
| 9月18日  | 「少女☆歌劇 レヴュースタァライト 舞台奏像劇 遙かなるエルドラド」劇中歌アルバム 店舗別オリジナル特典CD きゃにめ Ver.   | 天堂真矢（富田麻帆）、花柳香子（伊藤彩沙） | 「復讐の剣（真矢×香子ver.）」 「LIFE IS LIKE A VOYAGE（真矢×香子ver.）」    | ゲーム『少女☆歌劇 レヴュースタァライト 舞台奏像劇 遙かなるエルドラド』劇中歌             |
| 9月18日  | 「少女☆歌劇 レヴュースタァライト 舞台奏像劇 遙かなるエルドラド」劇中歌アルバム 店舗別オリジナル特典CD ゲーマーズ Ver. | 石動双葉（生田輝）、花柳香子（伊藤彩沙） | 「復讐の剣（双葉×香子ver.）」 「LIFE IS LIKE A VOYAGE（双葉×香子ver.）」    | ゲーム『少女☆歌劇 レヴュースタァライト 舞台奏像劇 遙かなるエルドラド』劇中歌             |
| 9月18日  | 「少女☆歌劇 レヴュースタァライト 舞台奏像劇 遙かなるエルドラド」劇中歌アルバム 店舗別オリジナル特典CD ゲーマーズ Ver. | 花柳香子（伊藤彩沙）、石動双葉（生田輝） | 「復讐の剣（香子×双葉ver.）」 「LIFE IS LIKE A VOYAGE（香子×双葉ver.）」    | ゲーム『少女☆歌劇 レヴュースタァライト 舞台奏像劇 遙かなるエルドラド』劇中歌             |
| 9月18日  | 「少女☆歌劇 レヴュースタァライト 舞台奏像劇 遙かなるエルドラド」劇中歌EP                                              | スタァライト九九組 | 「PRIDE」                                                                   | ゲーム『少女☆歌劇 レヴュースタァライト 舞台奏像劇 遙かなるエルドラド』劇中歌             |
| 9月18日  | 「少女☆歌劇 レヴュースタァライト 舞台奏像劇 遙かなるエルドラド」劇中歌EP                                              | 星見純那（佐藤日向）、大場なな（小泉萌香）、花柳香子（伊藤彩沙） | 「十五時ミステリ～週末探偵劇より～」                                        | ゲーム『少女☆歌劇 レヴュースタァライト 舞台奏像劇 遙かなるエルドラド』関連曲             |
| 11月9日  | 別れの戦記/Baby Blue                                                                                                  | 天堂真矢（富田麻帆）、花柳香子（伊藤彩沙）、愛城華恋（小山百代）、露崎まひる（岩田陽葵）、大場なな（小泉萌香）、石動双葉（生田輝）、柳小春（七木奏音）、西條クロディーヌ（相羽あいな）、星見純那（佐藤日向） | 「別れの戦記」                                                              | 舞台『少女☆歌劇 レヴュースタァライト -The MUSICAL- 別れの戦記』主題歌                    |

### その他参加作品
| 発売日        | 商品名                                | 歌                   | 楽曲                        | 備考                                                                 |
| ------------- | ------------------------------------- | -------------------- | --------------------------- | -------------------------------------------------------------------- |
| 2021年9月17日 | Onsen Theme song Collection album 1st | なっちゃんとあやさち | 「胸キュン！さいすき♡Days」 | Webラジオ『村上奈津実・伊藤彩沙 最近、好きになりました』テーマソング |

## 書籍

### 写真集
- AYASA SHOCK!!（2019年11月1日、辰巳出版）ISBN 978-4-7778-2375-8
- HONEY（2023年1月20日、KADOKAWA）ISBN 978-4-0489-7530-8

デジタル写真集
- Be yourself（2020年10月14日、KADOKAWA）
- キラリ（2022年9月5日、KADOKAWA）

### 雑誌連載
- 伊藤彩沙の『あやさんぽ！』（『アニカン』Vol.138 2014年8月号 - ）

### トレーディングカード
- Voice Actor Card Collection VOL.07 伊藤彩沙『きせかえ♡あやさちゃん』（2021年10月15日、ブシロードメディア）